# Muriki
Muriki (Brachyteles) – rodzaj ssaka naczelnego z podrodziny czepiaków (Atelinae) w obrębie rodziny czepiakowatych (Atelidae).

## Rozmieszczenie geograficzne
Rodzaj obejmuje gatunki występujące endemicznie w Brazylii.

## Morfologia
Długość ciała samic 46,1–51,4 cm, ogona 73,8–81 cm, długość ciała samców 47,8–49,7 cm, ogona 72,6–77,3 cm; masa ciała samic 6,9–8,8 kg, samców 9,2–10,2 kg.

## Systematyka
Rodzaj zdefiniował w 1823 roku niemiecki przyrodnik Johann Baptist von Spix w książce swojego autorstwa poświęconej opisowi nowych gatunków brazylijskich małp i nietoperzy. Gatunkiem typowym jest (oznaczenie monotypowe) muriki pajęczy (B. arachnoides).

### Etymologia
- Brachyteles (Brachyteleus): gr. βραχυς brakhus ‘krótki’; τελος telos ‘koniec’; w aluzji do kciuka, który jest krótki lub nieobecny[10].
- Eriodes (Erodes): gr. εριωδης eriōdēs ‘wełnisty’, od εριον erion ‘wełna’; -οιδης -oidēs ‘przypominające’[11]. Gatunek typowy: Geoffroy Saint-Hilaire wymienił trzy gatunki – Ateles arachnoides É. Geoffroy Saint-Hilaire, 1806, Eriodes tuberifer I. Geoffroy Saint-Hilaire, 1829 (= Ateles hypoxanthus Wied-Neuwied, 1820) i Eriodes hemidactylus I. Geoffroy Saint-Hilaire, 1829 (= Ateles hypoxanthus Kuhl, 1820) – nie wyznaczając gatunku typowego.

### Podział systematyczny
Do rodzaju należą następujące gatunki:
| Grafika | Gatunek                 | Autor i rok opisu                 | Nazwa zwyczajowa | Podgatunki         | Rozmieszczenie geograficzne                                                                                                  | Podstawowe wymiary                        | Status IUCN |
| ------- | ----------------------- | --------------------------------- | ---------------- | ------------------ | --- | ----------------------------------------- | ----------- |
|         | Brachyteles arachnoides | (É. Geoffroy Saint-Hilaire, 1806) | muriki pajęczy   | gatunek monotypowy | przez przybrzeżne Serra do Mar w Rio de Janeiro, São Paulo i północno-wschodniej Paranie; zakres wysokości: 40–1500 m n.p.m. | DC: 48–50 cm DO: 73–75 cm MC: 8,5–10,2 kg | CR          |
|         | Brachyteles hypoxanthus | (Kuhl, 1820)                      | muriki północny  | gatunek monotypowy | Mata Atlântica w Bahii, Espírito Santo, Minas Gerais i Rio de Janeiro; zakres wysokości: 250–1350 m n.p.m.                   | DC: 46–51 cm DO: 73–81 cm MC: 6,9–9,6 kg  | CR          |

Kategorie IUCN:  CR  – gatunek krytycznie zagrożony.